# 爱知大学图书馆

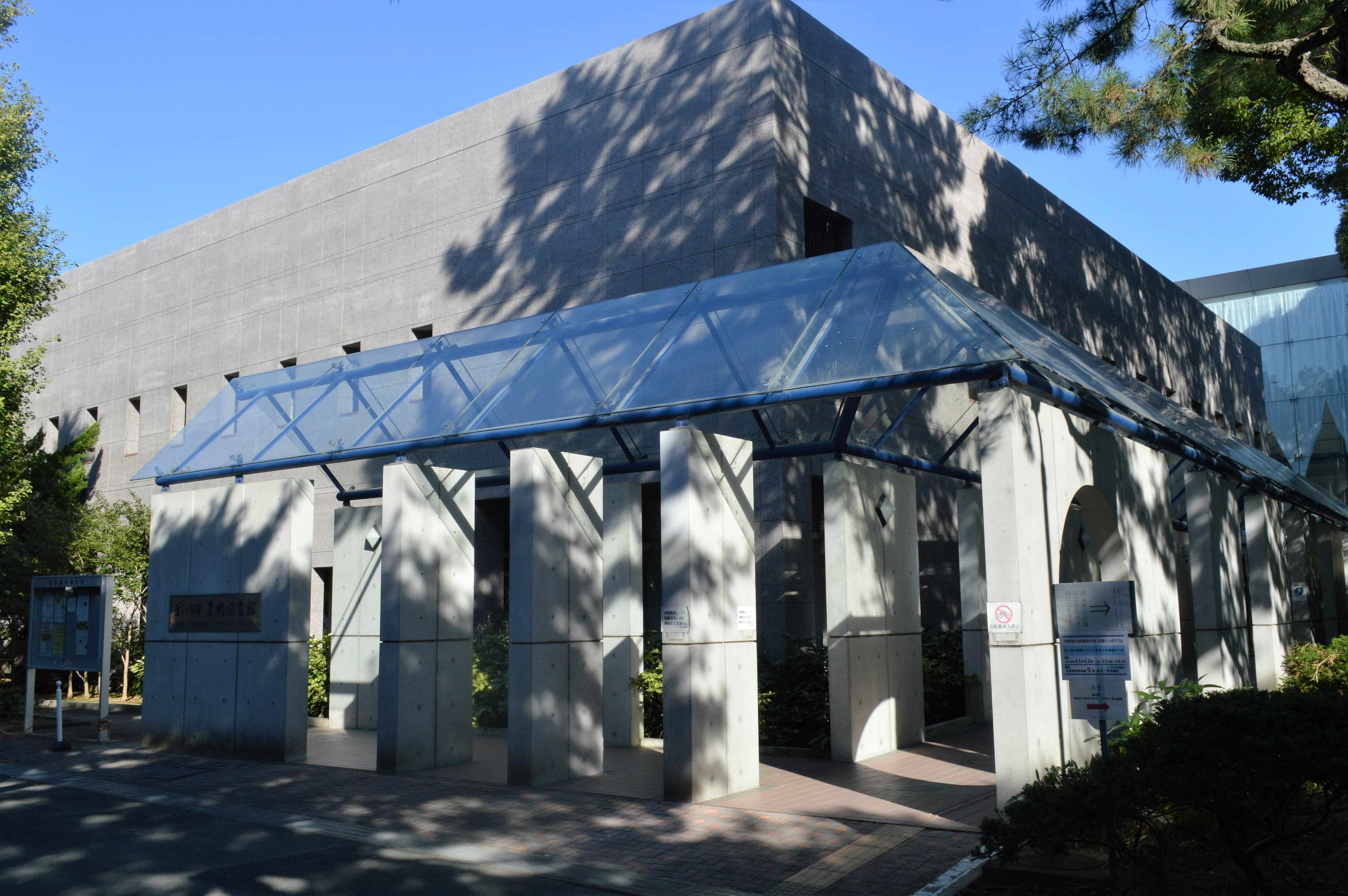
爱知大学图书馆

爱知大学图书馆（日语：／ Aichi Daigaku toshokan */?）是一座位于日本爱知县的图书馆，馆长是荒川清秀。

## 历史
1947年4月成立，共有三个分馆。截至2019年3月31日，名古屋图书馆藏书557,210册、丰桥图书馆藏书846,078册、车道图书馆158,192册、各研究所和学会藏书217,236册，合计1,778,716册。
图书馆继承不少之前东亚同文会的书籍资料，特别是霞山文库和东亚同文书院中国调查报告书。此外还有爱知大学教授铃木择郎和内山雅夫收藏的汉语相关资料和《中日大辞典》、《中日大辞典文庫》、《中日大辞典編纂資料》，小仓正恒收藏《简斋文库》和菅沼家收藏的《菅沼文库》。